# Philippe IV le Bel
Pour les articles homonymes, voir Philippe de France, Philippe IV et Le Bel.
Ne doit pas être confondu avec Philippe le Beau.
Philippe IV, dit « Philippe le Bel » ainsi que « le Roi de Fer »,,, né au printemps 1268 au château de Fontainebleau où il est mort le 29 novembre 1314, fils de Philippe III le Hardi et de l'infante Isabelle d'Aragon, petit-fils de Louis IX, est roi de France de 1285 à 1314, le onzième de la dynastie des Capétiens directs qui remonte sans interruption à 987 (Hugues Capet). 
Il est aussi roi de Navarre de 1284 à 1305, sous le nom de Philippe Ier, par son mariage avec la reine Jeanne Ire.
Il devient roi de France en octobre 1285 à l'âge de 17 ans. Le royaume de France est alors à l'apogée de sa puissance (au Moyen Âge). Avec seize à vingt millions d'habitants, c'est l'État le plus peuplé de la chrétienté et il bénéficie d'une grande prospérité économique, malgré le déclin des foires de Champagne, concurrencées par le commerce direct entre l'Europe du Nord (Bruges) et l'Italie (Venise, Florence).
Sous son règne, le pouvoir royal se renforce considérablement.
Philippe IV croit trouver une solution à ses difficultés financières et monétaires en abattant l'ordre du Temple, devenu une puissance financière internationale, et en expulsant les Juifs tout en confisquant leurs biens. Il rétablit une monnaie d'or qui va rester stable pendant plus d'un siècle. 
Son règne est aussi marqué par plusieurs affaires judiciaires : les procès de l'évêque de Troyes — Guichard, accusé d'avoir tué la reine Jeanne Ire par sorcellerie — et de l'évêque de Pamiers, Bernard Saisset, sources de tensions accrues avec le Saint-Siège ; l'affaire de la tour de Nesle, avec l'emprisonnement des brus du roi et l'exécution de leurs amants ; le procès des Templiers surtout.

## Jeunesse

### Origines familiales
Philippe le Bel est le second fils de Philippe III le Hardi (1245-1285), fils de Louis IX (1214-1270), pour qui Philippe le Bel avait la plus grande vénération et dont il obtient la canonisation en 1297. 
Sa mère est Isabelle d'Aragon (1247-1271), fille du roi d'Aragon Jacques Ier (1208-1276). 
Il a un frère aîné, Louis (1264–1276), mort avant Philippe III et deux frères cadets :
- Robert (1269–avant 1276) ;
- Charles (1270-1325), comte de Valois et origine de la maison de Valois, qui règnera à partir de 1328.

Du fait du remariage de son père avec Marie de Brabant (1254-1322), il a trois demi-frères et sœurs : 
- Louis (1276-1319), comte d'Évreux ;
- Marguerite (1279-1318) , épouse en 1299 d'Édouard Ier, roi d'Angleterre ;
- Blanche (1278–1306), épouse en 1300 de Rodolphe III d'Autriche, duc d'Autriche et roi de Bohême.

### Éducation
Son père confie une partie de son éducation à Guillaume d'Ercuis, son aumônier.
À la différence de son père, Philippe le Bel reçoit de son précepteur une bonne éducation. Il aime étudier et apprend notamment le latin, chose assez rare chez les laïcs même de haut rang.

## Roi de France

### Avènement
Philippe devient héritier présomptif en 1276 à la mort de son frère aîné.
Son père meurt à Perpignan le 5 octobre 1285, à 40 ans, après quinze années de règne. Philippe lui succède, devenant Philippe IV. Le 6 janvier 1286, il est sacré et couronné dans la cathédrale de Reims par l'archevêque Pierre Barbet.

### Personnalité
Surnommé par ses ennemis tout comme par ses admirateurs le « roi de marbre » ou « roi de fer », il se démarque par sa personnalité rigide et sévère. 
Un de ses plus farouches opposants, Bernard Saisset, évêque de Pamiers, dit de lui : « Notre roi ressemble au duc, le plus beau des oiseaux, et qui ne vaut rien ; c’est le plus bel homme du monde, mais il ne sait que regarder les gens fixement sans parler. ». Philippe le Bel est un roi qui soulève au cours de son règne beaucoup de polémiques, le même Bernard Saisset le traitant par exemple de « faux-monnayeur ».

### Question monétaire

#### Dévaluation de la monnaie
Sous le règne de Philippe IV, les traditions féodales sont abandonnées pour mettre en place une administration moderne. Mais la centralisation monarchique mécontente les grands seigneurs et les nouveaux impôts dressent les bourgeois contre le pouvoir royal.
À l'aide de juristes, notamment de son fidèle collaborateur Guillaume de Nogaret, Philippe IV transforme un État encore féodal en une monarchie moderne où la volonté du roi s'impose à tous (où par exemple la justice royale prévaut), et un impôt est prélevé sur tout le royaume de France.
Son règne est particulièrement agité sur le plan monétaire. Le roi et ses conseillers multiplient les émissions de nouvelles monnaies. Aux dévaluations succèdent les réévaluations, qui donnent un sentiment d'incohérence de la politique royale. Ces mutations monétaires aboutissent à un mécontentement général dans le Royaume. Entre 1306 et sa mort, le roi fait face à des émeutes populaires mais aussi à des ligues nobiliaires qui exigent, entre autres, le retour à la bonne monnaie.
Dans la pratique, le roi ne contrôle pas tous les paramètres de la politique monétaire. Les assemblées de prélats et de barons, convoquées périodiquement au début du XIVe siècle pour donner leur avis sur la question monétaire, réclament toutes le retour à la bonne monnaie de Saint Louis, quelque peu idéalisée. Il est vrai que la politique monétaire de Philippe le Bel est très instable. Le système monétaire a été bouleversé de fond en comble. Cette situation, qui n'avait pas de précédent historique, contraste fortement avec les pratiques monétaires de ses prédécesseurs, Saint Louis et Philippe le Hardi, dont les monnayages sont alors considérés comme des modèles de stabilité. Pour l'opinion publique, le résultat des mutations est facile à comprendre : bien que le roi agisse selon son bon droit, toute transformation de la monnaie est assimilée à un abus déloyal, voire à une falsification pure et simple.

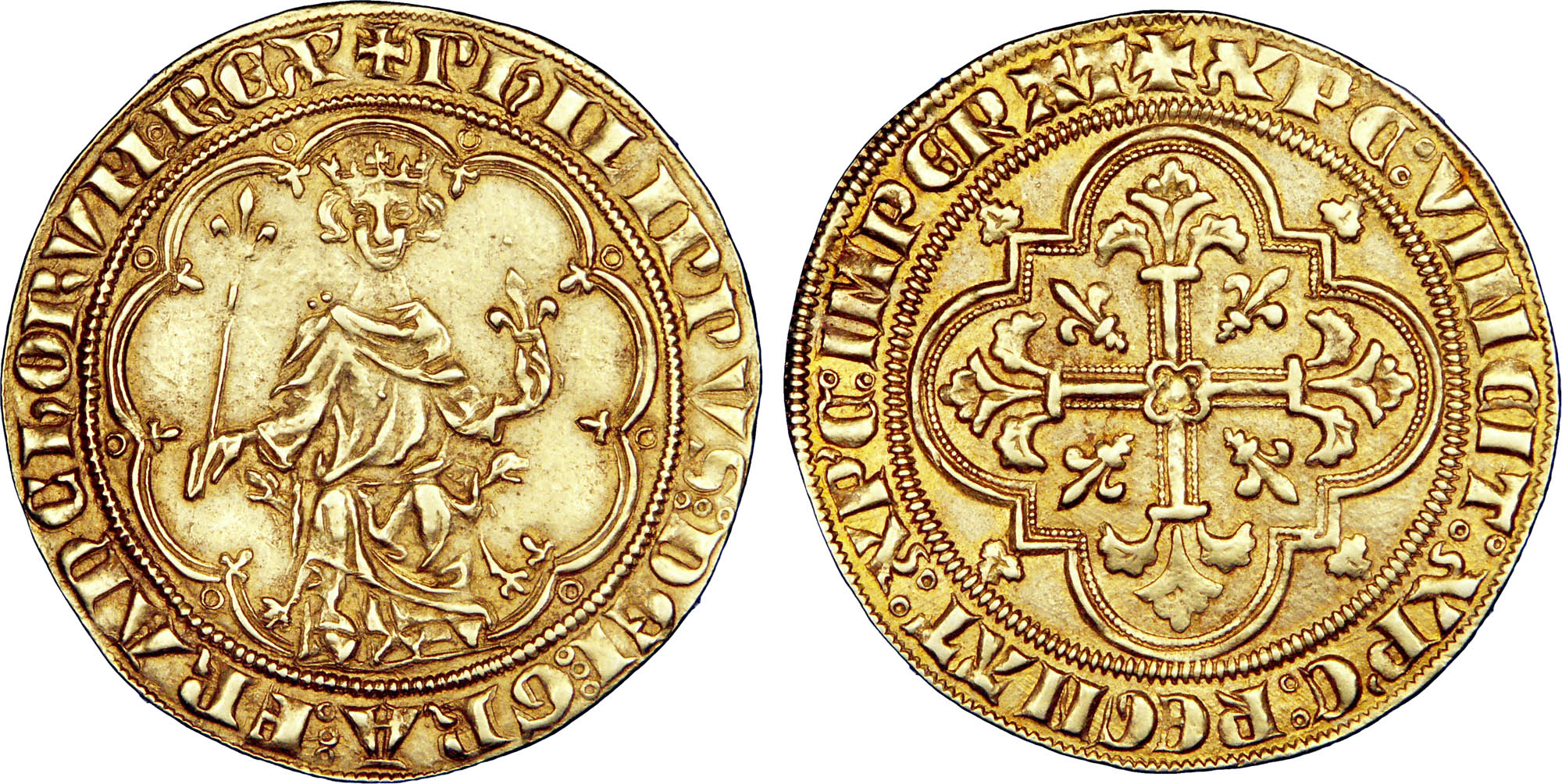
Masse d'or de Philippe le Bel (7,04 g).

Par ailleurs, le règne de Philippe le Bel se traduit par une période de changements majeurs. L'innovation la plus remarquable de cette période est sans doute l'apparition durable d'émissions de monnaies d'or. Le retour à un vrai bimétallisme s'est accompagné de sévères crises monétaires, attisées par la spéculation internationale, la concurrence des monnaies seigneuriales et les incohérences du système monétaire. La carence en métaux précieux provoque une forte dévaluation de la monnaie de compte, qui se traduit dans la pratique par de nombreuses émissions de nouvelles monnaies. L'inflation, provoquée par ces mutations, mécontente la noblesse, les bourgeois des villes et l'Église qui voient leurs revenus diminuer considérablement. Des réévaluations des pièces d'argent et de billon sont tentées mais leur résultat est plus que mitigé : des émeutes populaires éclatent, et surtout, l'argent finit par ne plus être monnayé, car son prix d'achat est fixé trop bas. Le roi, après avoir tenté en vain de stabiliser sa monnaie, se trouve dans une position politique difficile. À la fin de son règne, il doit affronter la fronde d'une partie de ses sujets.

#### Assainissement des finances du royaume
Il assainit la situation des finances du royaume en combattant les puissances financières devenues un État dans l'État : suppression de l'ordre du Temple, banque internationale contournant l'interdiction du prêt à intérêt sous forme de ventes à réméré et de mortgages, la lettre de change et la remise de place en place ; expulsion des Juifs qui pratiquaient l'usure, après avoir exigé d'eux le paiement de taxes (« don de joyeux avènement » en 1285).
Il centralise et réforme la collecte des droits fiscaux en punissant les auteurs de malversations, ce qui lui vaut d'être détesté par une certaine bourgeoisie financière qui profitait de la faiblesse du règne précédent.
Cet assainissement des finances permet de racheter le Quercy au roi d'Angleterre moyennant une rente annuelle de 3 000 livres.
Selon Jean-Philippe Genêt, l'assainissement des finances du Royaume a lieu quand la monarchie recourt au consentement à l'impôt. Il est né de la rentrée en dialogue du roi avec le pays. En France, le dialogue est né pour instaurer l’impôt pour rembourser les guerres longues et coûteuses (celles de Flandre et de Guyenne).

#### Rétablissement de la monnaie or
Il est accusé par les historiens d'avoir altéré le cours de la monnaie qui était alors en argent, mais il a rétabli pour la première fois l'or comme monnaie en créant en 1311 l'agnel ou agnel d'or ou mouton d’or d'un poids de 3,136 grammes d'or pur, qui sera émis jusqu'au règne de Charles VII le Victorieux (1422 – 1461) après avoir été dévalué à 2,549 grammes par le prétendant anglais Henri V Lancastre, duc de Normandie (1415-1422).

### Vers un État centralisateur et administrateur
Philippe IV s'entoure de légistes, des conseillers compétents qui jouent un rôle décisif dans sa politique. Les légistes appartiennent pour la plupart, au début, à la petite noblesse puis à la bourgeoisie ou à la noblesse de robe. Les légistes, apparus sous Philippe Auguste, sont formés au droit romain pour faire évoluer une monarchie féodale, où les pouvoirs du roi sont limités par ses vassaux, vers une monarchie absolue. Il termine cette centralisation commencée par son grand-père, Louis IX, mais ce système sera remis en cause par les Valois directs. Outre les légistes, le roi est entouré de ses héritiers et de sa famille.
L'administration du Royaume, limitée à la cour du roi chez ses prédécesseurs, se spécialise en trois sections sous le règne de Philippe le Bel :
- le Grand Conseil qui examine les dossiers politiques ;
- le Parlement, responsable de la justice ;
- la Chambre des comptes, spécialisée dans les affaires financières, elle établit des taxes pour les exportations, soumet les terres de l'Église à une redevance (les décimes), introduit une taxe pour toute vente, et réalise des manipulations monétaires en changeant le poids ou le taux des métaux précieux des pièces sans en changer la valeur, ce qui fait donner à Philippe IV le surnom de « faux-monnayeur » par ses détracteurs.

Ces transformations rendent Philippe le Bel très impopulaire dans toutes les couches de la société.
Philippe IV a aussi créé l'embryon des états généraux, en ordonnant la tenue d'assemblées formées de représentants des trois ordres : le clergé, la noblesse et la bourgeoisie. Ces assemblées, très peu réunies, seulement lors de crises, n'avaient pas beaucoup de pouvoir, leur rôle n'étant que d'approuver les propositions du roi et de ses conseillers.
Sous le règne de Philippe IV, la France abandonna ses traditions féodales pour devenir un État avec une administration moderne. Mais la centralisation monarchique mécontenta les grands seigneurs, les nouveaux impôts dressèrent les bourgeois contre le pouvoir, et les paysans, accablés de taxes diverses, se révoltèrent.

### Occupation de la Guyenne (1294-1305)
Philippe IV le Bel profite d'un incident pour confirmer sa suzeraineté sur le duché de Guyenne, gouverné par le roi d'Angleterre Edouard Ier, ce qui provoque un conflit militaire opposant les deux royaumes rivaux, de 1294 à 1297. Il se traduit notamment par l'occupation française de Bordeaux, capitale de la Guyenne, jusqu'en 1303, soldée par le traité de Paris, qui rétablit la situation antérieure, les Plantagenêts reprenant possession de leur fief, à la grande satisfaction des Bordelais.
Cet affrontement franco-anglais est l'une des prémices de la guerre de Cent Ans (1337-1453).

### Conquête de la Flandre

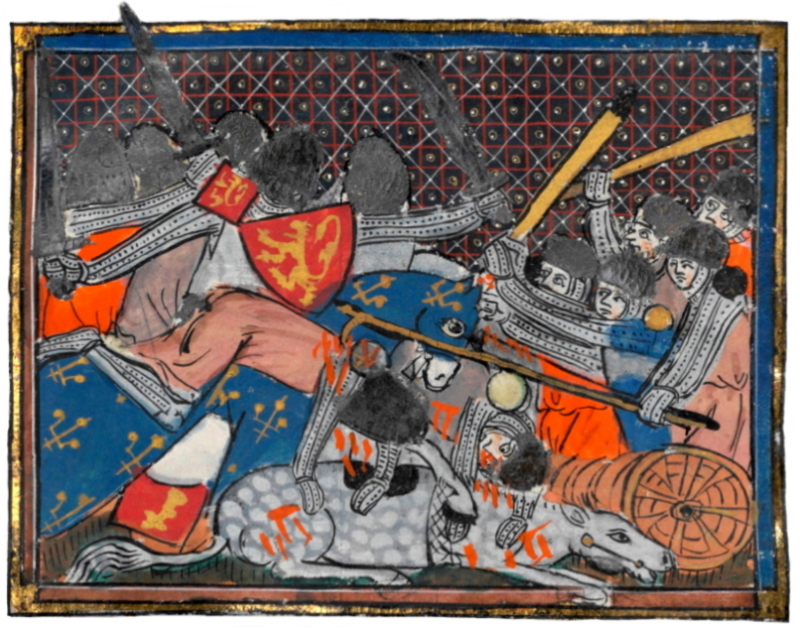
La bataille de Courtrai, en 1302, est une lourde défaite de l'armée de Philippe le Bel en Flandre, mais qui est lavée par la victoire de Mons-en-Pévèle en 1304.

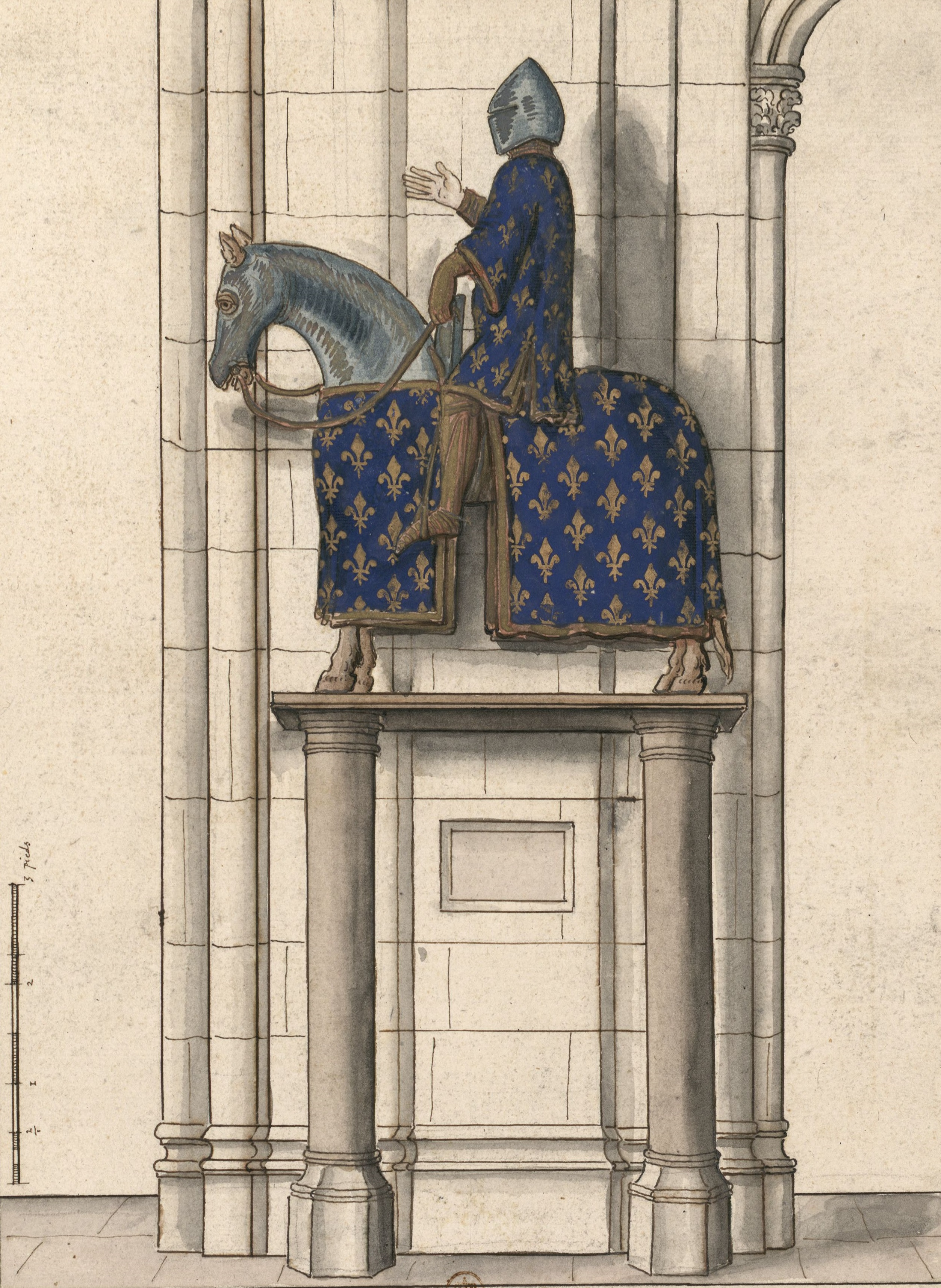
Statue équestre de Philippe IV à Notre-Dame de Paris.

Lorsque le comte de Flandre, Gui de Dampierre, allié à Édouard Ier, rompit son hommage de vassal au roi de France en 1297, Philippe IV mobilisa 70 000 hommes pour envahir son comté. Cette rivalité avec le roi d'Angleterre pousse le roi à développer le premier arsenal de marine aux Clos aux galées et à se doter d'une flotte de guerre. Après l'abandon du projet d'invasion de l'Angleterre, Philippe IV tourne son armée contre les Flamands révoltés. Après une conquête relativement facile, prise de Lille en 1297, de Courtrai, Furnes, Bergues et Bruges, une trêve fut signée en 1300 aux termes de laquelle Philippe IV conservait ces conquêtes. Philippe subit ensuite deux échecs en 1302 avant d'être finalement victorieux des Flamands :
- Les matines de Bruges : à l'aube du 18 mai 1302 à Bruges, des insurgés flamands armés attaquèrent une des garnisons françaises de la ville. Selon la tradition, pour distinguer les Français, ils auraient abordé les occupants des chambres en leur demandant de répéter après eux un shibboleth. Environ mille[12] soldats français de la garnison sont démasqués et assassinés au pied du lit. On appelle cette journée « matines de Bruges » ou « matines brugeoises », par analogie aux « Vêpres siciliennes » qui avaient chassé les Français de Sicile vingt ans plus tôt.
- La bataille des éperons d'or : le 11 juillet 1302, les chevaliers français menés par Robert II d'Artois furent écrasés ce jour-là près de Courtrai par des milices communales flamandes de la même façon que la bataille de Mansourah et comme celles futures de Crécy et d'Azincourt.
- La victoire navale de Zierikzee le 10 août 1304. Une escouade de Français avait réussi à crever les tonneaux de bière placés sur un petit tertre par les Flamands pour se désaltérer : ceux-ci n'ont plus à boire. Cet après-midi-là, le roi échappa à la mort : 600 Flamands, en désespoir de cause, firent un ultime raid vers le camp royal. Par chance, Philippe s'était dévêtu de son armure royale et les Flamands ne le reconnurent pas. Il réussit à sauter sur un cheval et se dégager à grands coups de hache d'armes. « Le roi se combat ! le roi se combat ! » criait-on dans le camp des Français. De nombreux seigneurs perdirent la vie, dont le vicomte de Turenne et Mathieu IV de Montmorency[réf. nécessaire]. Le roi attribua cette victoire à la protection de la Vierge et dans la nef de la cathédrale Notre-Dame de Paris, accolée au premier pilier oriental côté sud, il fit dresser une statue équestre en bois en ex-voto face à l'autel de Marie[13],[14],[15],[Note 1].
- La bataille de Mons-en-Pévèle : le 18 août 1304. Malgré l'issue indécise du combat (centre de l'armée royale enfoncée et ailes de celle des Flamands en déroute), le roi parvient à exploiter la situation en sa faveur par la prise de Lille le 25 septembre après un siège de 3 semaines, suivie par la reddition de Douai[16].

À l'issue de ce conflit, Lille et la Flandre gallicane restèrent dans le royaume de France jusqu'en 1369.

### Rapport avec les Mongols ilkhanides

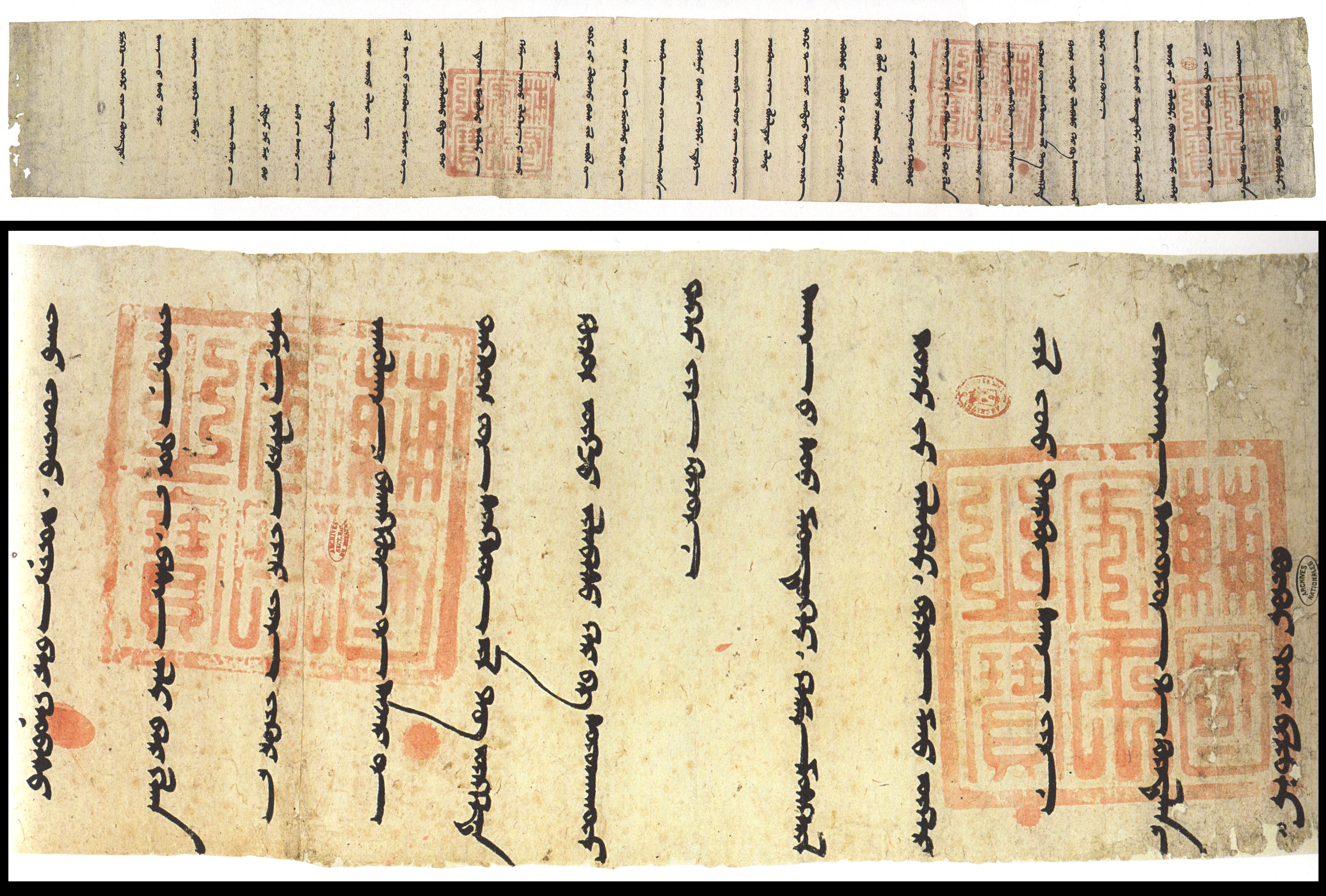
Lettre d'Arghoun à Philippe le Bel, 1289, conservée aux Archives nationales.

En 1289, Arghoun, khan des Mongols ilkhanides, gouvernant la Perse, envoie un message à Philippe le Bel lui demandant son alliance contre les Mamelouks et les Kiptchaks, l'année suivante il fait la même demande au pape Nicolas IV. Cette demande d'alliance reste sans réponse de la part de Philippe le Bel.

### Conflit de pouvoir avec le pape
Philippe IV le Bel est le premier roi à se faire régulièrement appeler « très chrétien » : cette notion religieuse tend alors à devenir juridique et autorise le souverain, en relation directe avec le royaume de Dieu, à intervenir dans les affaires de l'Église. De fait, son règne est marqué par ses différends avec le pape Boniface VIII, dont le point central est le droit que s'attribue le roi de France d'imposer les biens de l'Église situés dans son royaume, la France. Ce que va contester le Pape, soucieux de conserver la force du principe de prééminence du pape sur les rois, du pouvoir spirituel sur le pouvoir temporel. La décrétale Clericis laicos du 24 février 1296 est le point de départ. Boniface VIII, qui a alors d'autres préoccupations (conflits avec les Aragonais de Sicile et les Colonna), se trouve dans l'embarras et, en dépit de son caractère hautain, cède bientôt. Les bulles Romana mater (février 1297) et Etsi de statu (en) (juillet 1297) donnent au roi gain de cause. Ce dernier document contient une renonciation formelle aux prétentions émises pour la défense des biens ecclésiastiques contre l'arbitraire des rois dans la décrétale Clericis laicos.

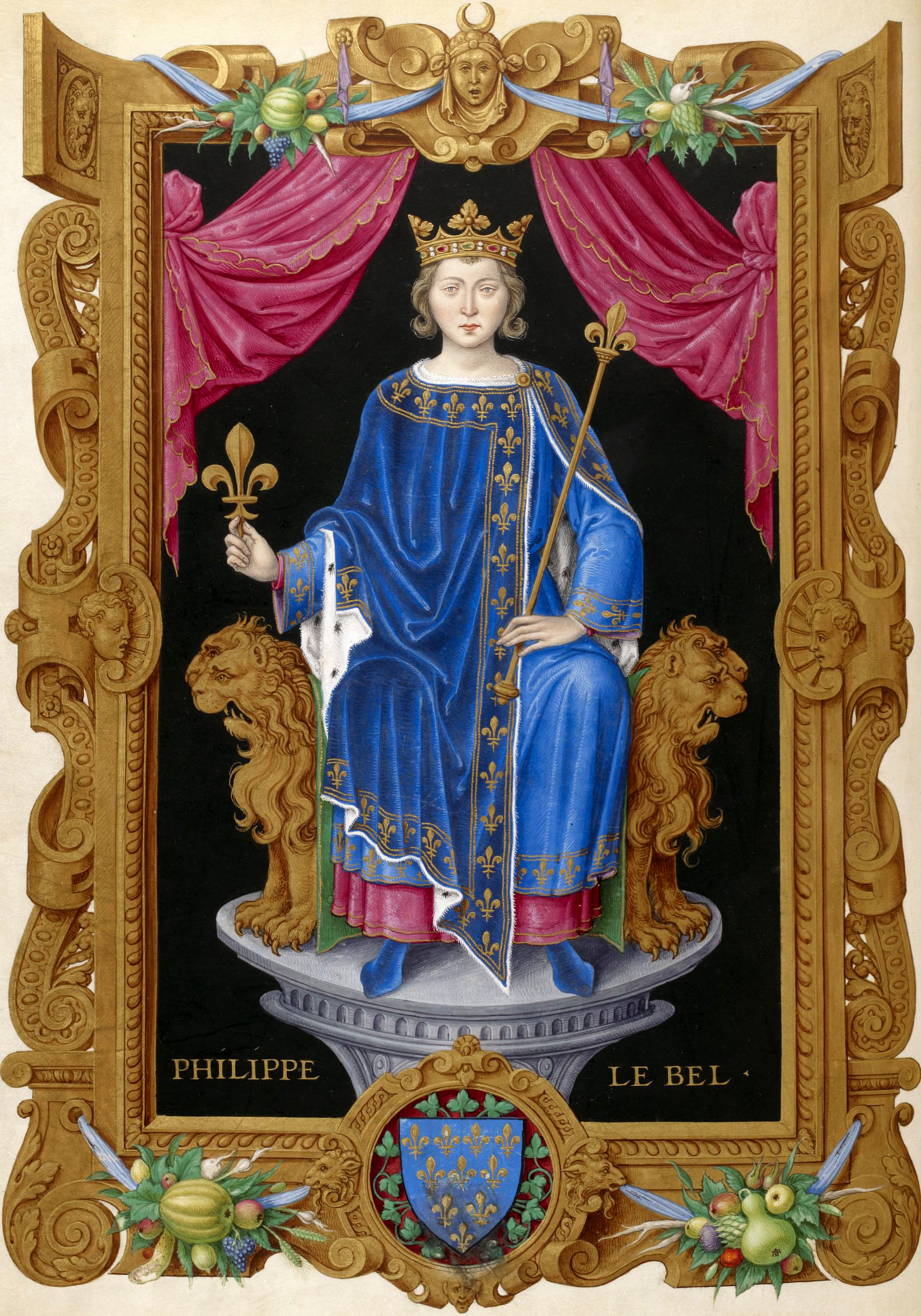
Philippe IV le Bel d'après le Recueil des rois de France de Jean du Tillet, vers 1550, (BnF).

Cependant, en 1302, par la bulle Unam Sanctam, Boniface VIII déclare la supériorité du pouvoir spirituel sur le pouvoir temporel, et par ce biais la supériorité du pape sur les rois, ces derniers étant responsables devant le chef de l'Église.
Philippe le Bel réunit un concile des évêques de France pour condamner le pape, ainsi que des assemblées de nobles et de bourgeois à Paris (précurseurs des états généraux, qui apparaissent pour la première fois sous son règne). Le roi cherche l'appui de tous ses sujets afin de légitimer la lutte qu'il mène contre le pape. Ce dernier menace de l'excommunier et de jeter l'interdit sur le royaume de France.
Fort du soutien de la population et des ecclésiastiques, le roi envoie alors son conseiller (et futur garde des Sceaux), le chevalier Guillaume de Nogaret, avec une petite escorte armée vers l'Italie, dans le but d'arrêter le pape et de le faire juger par un concile. Nogaret est bientôt rejoint par un ennemi personnel de Boniface VIII, Sciarra Colonna, membre de la noblesse romaine, qui lui indique que le pape s'est réfugié à Anagni, résidence d'été du pape, proche de Rome, et fief des Caetani, la famille du pape.
Le 7 septembre 1303, Nogaret et Colonna arrivent à Anagni et trouvent le pape seul dans la grande salle du palais épiscopal des Caetani abandonné par ses partisans. Le vieil homme de 68 ans est assis sur un haut siège, en habit de cérémonie, et ne réagit pas à l'irruption de la troupe armée. En voyant Guillaume de Nogaret et Sciarra Colonna approcher, il incline légèrement la tête et déclare : « Voilà ma tête, voilà mon cou, au moins je mourrai en pape ! »
Guillaume de Nogaret recule, impressionné, tandis que Sciarra Colonna, dans sa haine de Boniface VIII, se serait avancé insolemment et lui aurait, dit-on, donné une gifle avec son gantelet de fer.
Peu de temps après le 9 septembre, la population de la ville d'Anagni se révolte et dégage le pape des mains des Français, mais le souverain pontife tombe malade et meurt un mois plus tard à Rome le 11 octobre 1303.
Cet énorme scandale éclabousse Philippe le Bel, bien qu'il n'en soit pas directement responsable[réf. nécessaire].

### Anéantissement de l'ordre du Temple

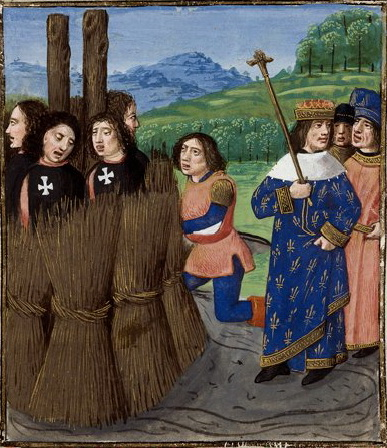
Mise à mort des Templiers.

Après le très court pontificat de Benoît XI, Clément V, archevêque de Bordeaux, est couronné pape à Lyon (1305). Après une longue itinérance, il s'installe dans le Comtat Venaissin. Comptant sur son appui, mais sans lui demander la permission, le roi met en marche l'anéantissement de l'ordre du Temple. Le vendredi 13 octobre 1307, les Templiers sont mis en prison puis torturés pour leur faire admettre l'hérésie dans leur ordre. Après avoir été déclaré relaps, le maître de l'ordre Jacques de Molay périt sur le bûcher à Paris en 1314. Selon Geoffroi de Paris, témoin oculaire de l'événement et chroniqueur de l'époque, ses dernières paroles auraient été :

« Je vois ici mon jugement où mourir me convient librement ; Dieu sait qui a tort, qui a péché. Il va bientôt arriver malheur à ceux qui nous ont condamnés à tort : Dieu vengera notre mort. »

Une succession de malheurs touchait alors la famille royale capétienne, dont le plus célèbre reste l'adultère de deux brus du roi (affaire de la tour de Nesle).

### Expulsion définitive des Juifs

#### Contexte

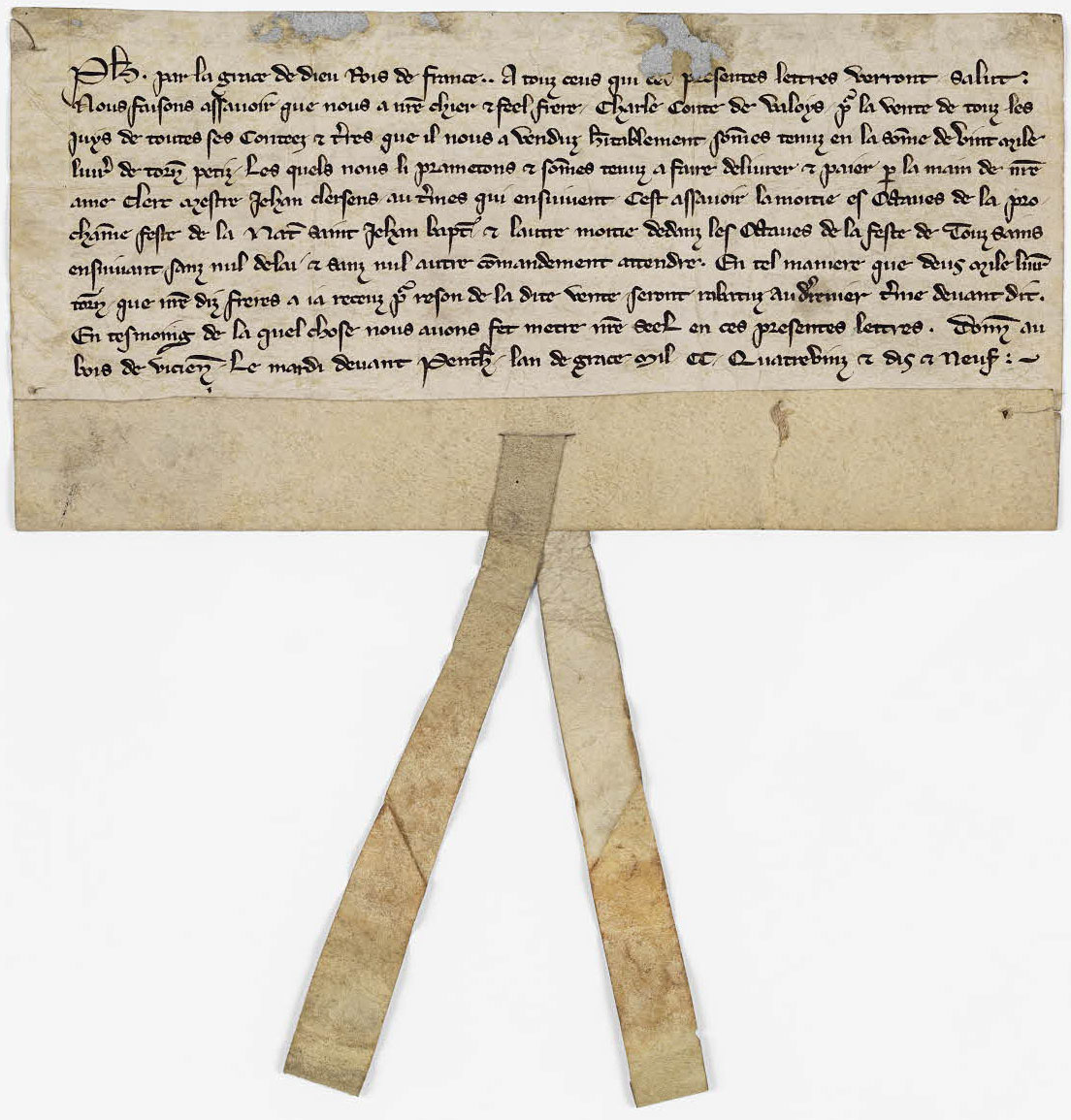
Une des lettres (reconnaissances de dette) de Philippe IV par lesquelles il reconnaît devoir à son frère Charles de Valois 20000 l.t. pour les Juifs de tous ses comtés qu'il a vendus (2 juin 1299).

Philippe le Bel, comme plusieurs de ses prédécesseurs, prit une mesure d'expulsion définitive des Juifs du Royaume au prétexte qu'ils pratiquent l'usure - bien que pour de nombreux chrétiens, les emprunts faits aux Juifs fussent nécessaires - mais le fait est qu'à force de guerroyer en Flandre, le roi a vidé le Trésor royal qu'il faut d'urgence renflouer. Cependant, outre le crédit, les Juifs vivent de la culture de champs et de vignobles, d’artisanat, de commerce, en versant « aux seigneurs et au roi cens, tailles et dons » qui enrichissent le revenu royal. Ceux de la langue d’oïl se vouent également au commentaires bibliques et talmudiques tandis que ceux de la langue d’oc s’adonnent aux sciences, à la médecine, à la philosophie, à la poésie sacrée et profane.
Présents depuis la Gaule romaine, les Juifs avaient en France le statut d'étrangers résidant avec la permission — et sous la juridiction directe — du roi. Les étrangers, ou aubains, pouvaient posséder des immeubles qui revenaient à leur mort au ban du seigneur, c'est-à-dire au roi en ce qui les concernait.
Une série de mesures contre les Juifs se succèdent. En 1289, Philippe le Bel commence par expulser les Juifs du Poitou, d'Anjou et du Maine. En 1291, c'est au tour des Juifs de Saintonge (ce qui lui rapporte environ 60 000 livres tournois). En 1292, une nouvelle taxe frappe les Juifs. En 1294, le roi expulse des Juifs de Nevers. En 1295, il est décidé l'arrestation des Juifs qui ont huit jours pour racheter leurs biens saisis à défaut de leur vente au profit du Trésor royal. En 1300, le roi expulse des Juifs d’Angers. De nouvelles taxes spécifiques leur sont à supporter en 1299 et 1303.

#### Expulsion et confiscations
Le 21 juin 1306, une ordonnance royale recense toutes les confiscations faites aux Juifs, patrimoines, meubles et immeubles,.
En juillet 1306, le roi promulgue un édit d'expulsion général qui concerne 100 000 Juifs de France, vivant alors « surtout dans l'Île-de-France, en Champagne, en Normandie, dans les pays de la Loire et le Bas-Languedoc »,. Selon les documents, l’expulsion des Juifs se serait produite en une journée ou sur une durée plus longue des opérations.
Les familles juives sont incarcérées, leurs biens sont saisis, y compris leurs registres ou les contrats de mariage des époux. On leur signifie ensuite leur bannissement sous peine de mort. « Les sources latines, françaises et hébraïques disent la dimension tragique de l’événement tant pour l’histoire de la France, que pour celle du judaïsme ».
Ensuite, il est produit un arsenal de circulaires prescrivant la spoliation des biens privés et communautaires des Juifs du royaume : les droits de leurs communautés furent remis en adjudication au profit du Trésor royal. On trouve plusieurs exemples de ces adjudications s'étalant jusqu'en 1320 :
- la synagogue-de-Dun-le-Roi[29] ;
- la synagogue-de-Janville[30] ;
- la Petite-Synagogue-d'Orléans[31] ;
- le cimetière juif de Mantes-la-Jolie[21].

« Le roi gratifie son charretier d’une synagogue de la rue de l’Attacherie et les religieuses de Saint-Louis de Poissy du cimetière des juifs à Paris ».
Philippe le Bel recouvre à son profit les créances juives ; il devient de la sorte le créancier de quasiment tous ses sujets. Ainsi, la monnaie est-elle réévaluée grâce aux fonds entrés au Trésor du Louvre du fait de ces spoliations, expédients lucratifs. Le roi rétablit l'or comme monnaie en créant l'agnel qui restera émis jusqu'au règne de Charles VII le Victorieux. Les saisies représentent 17 % des revenus de la Couronne (selon les historiens, entre 109 250 et 116 500 livres tournois, ou entre 200 000 et un million).
Le poète et clerc Geoffroi de Paris évoque en rimant les « rafles » des Juifs opérées le 22 juillet 1306 qu'il déplore en tant que témoin,. Le chroniqueur Jean de Saint-Victor résume : « En cette même année, en août et en septembre, tous les juifs, sinon quelques-uns qui voulurent se faire baptiser, furent expulsés du royaume ; le roi s’appropria leurs biens et les fit collecter par ses officiers, à l’exception d’une somme d’argent laissée à chaque juif pour payer son départ du royaume ; nombre d’entre eux moururent en chemin d’épuisement et de détresse ».

#### Après l'expulsion
Les livres de comptes des Juifs rédigés en hébreu s'avérant ainsi inexploitables par les agents royaux, Philippe le Bel autorise temporairement (en 1310 et 1311) les prêteurs juifs à revenir pour renseigner l’administration fiscale,.
Les Juifs expulsés, attachés à leur terroir vont préserver leur origine française à travers leurs noms, lorsqu'ils se réfugient en Espagne, Bourgogne, Savoie, en terres italiennes et allemandes, voire en Croatie et en Palestine. Ainsi, Philippe IV le Bel est-il considéré comme « le roi de France le plus dur envers les Juifs »,.
Après la mort de Philippe le Bel en 1314, son fils Louis X le Hutin rappellera les Juifs, notamment « de commune clameur du peuple », pour une durée de douze années mais assez peu reviendront au pays. Son frère Charles IV le Bel, arrivé au pouvoir, n'attendra pas ce terme pour expulser à son tour les Juifs de France.

### Accroissement du domaine royal et de l'influence française en Europe

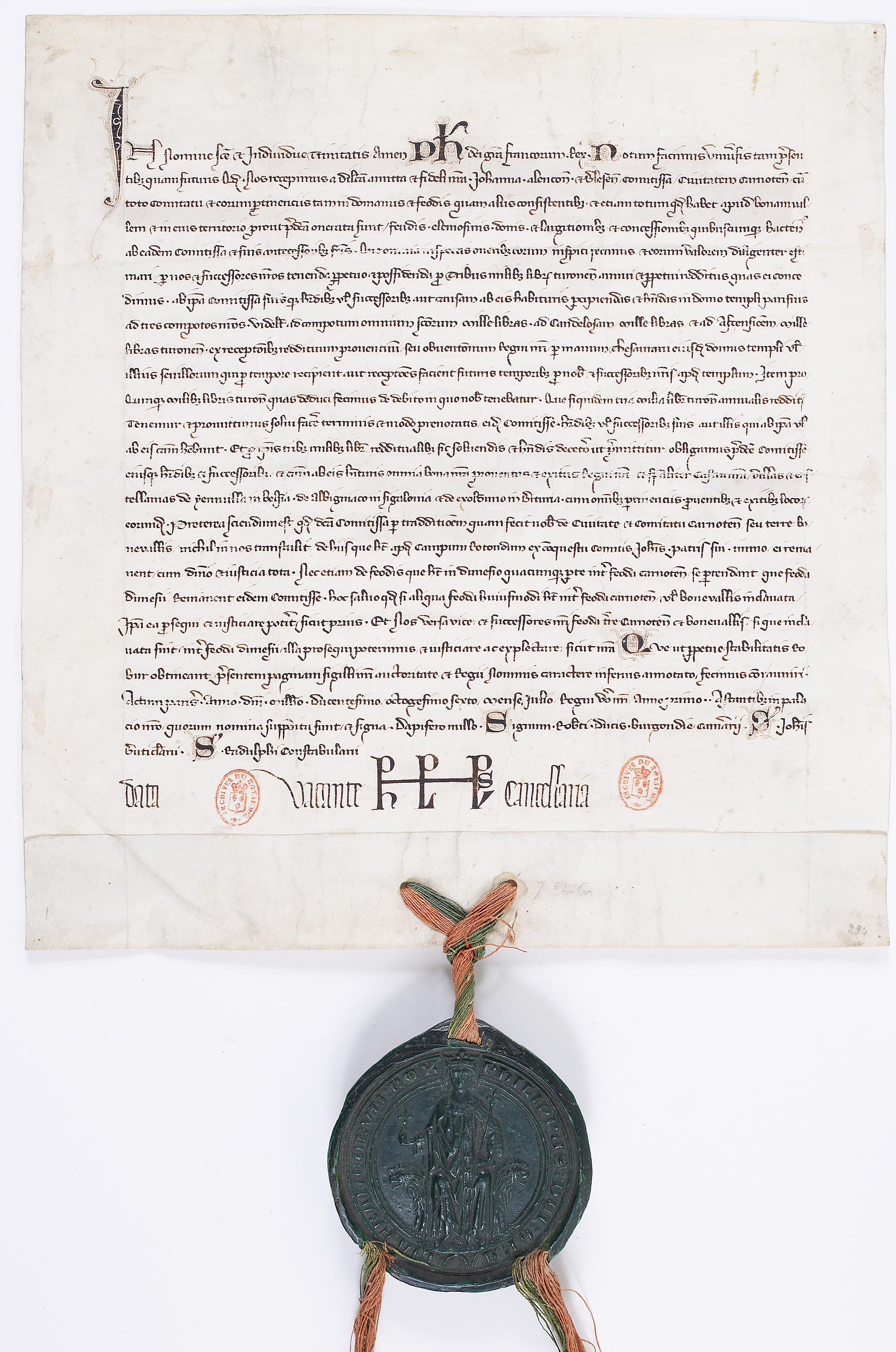
Le roi de France, Philippe IV le Bel, achète le comté de Chartres à sa tante Jeanne de Blois-Châtillon. Paris, juillet 1286. Archives nationales de France.

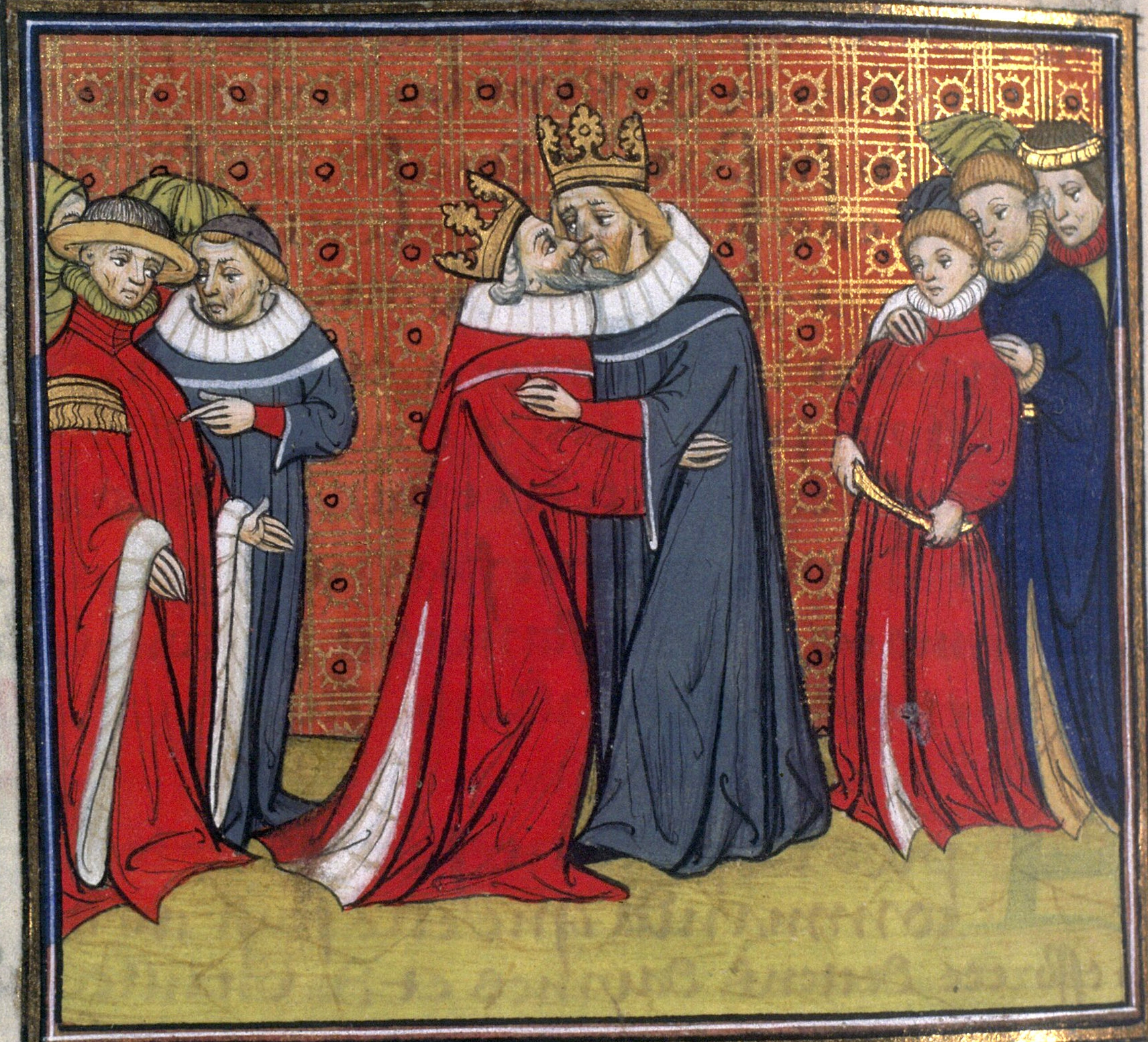
Enluminure des : Hommage d' à Philippe le Bel, dans les Grandes Chroniques de France.

Pendant le règne de Philippe le Bel, le domaine royal s'est agrandi grâce à la politique d'assujettissement des grands féodaux et aussi :
- à la suite de son mariage en 1284 avec Jeanne Ire de Navarre, fille unique et héritière d'Henri Ier, roi de Navarre et comte de Champagne. Par cette union, il acquiert en dot le comté de Champagne et la Navarre et devient le premier roi de France et de Navarre ;
- en 1286, il achète le comté de Chartres à Jeanne de Blois-Châtillon ;
- en 1301, le comte Henri III de Bar est contraint de prêter hommage pour ses terres sur la rive gauche de la Meuse (Barrois mouvant) ;
- après la bataille de Mons-en-Pévèle en 1304 et la prise de Lille à l'issue du siège de la ville, le traité d'Athis-sur-Orge lui permet d'annexer les châtellenies de Lille, Douai et Béthune ;
- après sa victoire au siège de Lyon en 1310, cette ville est rattachée à la France par le traité de Vienne signé le 10 avril 1312.

### Affaire de la tour de Nesle
En avril 1314, année même de la mort de Philippe le Bel, un énorme scandale éclate : Marguerite de Bourgogne, épouse de Louis X, déjà roi de Navarre à la mort de sa mère Jeanne Ire de Navarre, et Blanche de Bourgogne, femme de Charles (futur Charles IV le Bel), sont dénoncées par Isabelle de France (fille de Philippe le Bel et reine consort d'Angleterre) dans l'affaire de la tour de Nesle. Elles auraient trompé leurs maris avec les frères Philippe et Gauthier d'Aunay, tous deux chevaliers de l'hôtel royal. Une enquête est menée et les deux frères avouent, sous la torture, entretenir des relations adultérines avec deux des belles-filles du roi. Les deux amants sont jugés et condamnés pour rapt d'honneur sur personne de majesté royale ; ils sont exécutés sur-le-champ en place publique à Pontoise : dépecés vivants, leur sexe tranché et jeté aux chiens, ils sont finalement décapités, leurs corps traînés puis pendus par les aisselles au gibet. Une telle cruauté s'explique par l'affront fait à la famille royale, mais aussi par l'atteinte aux institutions du Royaume : cet acte met en péril la dynastie capétienne et le royaume de France. « Quelles auraient été la légitimité et l'autorité d'un futur souverain dont on aurait pu mettre en doute la royale paternité ? ».
Les implications politiques sont si graves que le châtiment se doit d'être exemplaire. Marguerite de Bourgogne est condamnée à être tondue et conduite dans un chariot couvert de draps noirs à Château-Gaillard en Normandie. Occupant une cellule ouverte à tous vents au sommet du donjon, elle y meurt en 1315. Dans Les Rois maudits, Maurice Druon laisse entendre qu'elle fut étranglée afin que son mari, Louis X, puisse se remarier avec Clémence de Hongrie, mais ses conditions d'incarcération ne mettent pas en doute une mort d'épuisement.
Blanche de Bourgogne est aussi tondue mais bénéficie d'un « traitement de faveur » : elle est emprisonnée pendant sept ans, puis obtient l'autorisation de prendre l'habit de religieuse. Femme du cadet et non du futur roi de France (du moins, c'est ce que l'on croit, puisque son époux deviendra le roi Charles IV le Bel en 1322), Blanche a donc un traitement moins cruel que sa belle-sœur. Elle devient reine de France en prison le 21 février, jusqu'à ce que la nullité de son mariage soit prononcée le 19 mai par le pape Jean XXII.
Quant à la troisième belle-fille, la comtesse Jeanne de Bourgogne et d'Artois, femme du futur Philippe V le Long, elle est enfermée à Dourdan pour avoir gardé ce secret. Soutenue par sa mère Mahaut d'Artois, elle se réconcilie avec son mari le roi Philippe le Long et devient reine de France en 1317.

### Mort du roi et inhumation

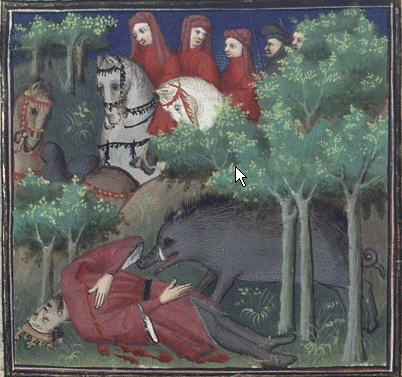
Mort de Philippe le Bel.

Le 4 novembre 1314, Philippe le Bel rend visite à son oncle le comte Robert de Clermont[réf. nécessaire] et c'est lors d'une partie de chasse en forêt de Pont-Sainte-Maxence (forêt d'Halatte) qu'il fait une chute de cheval. Blessé à la jambe, il « éprouv[e] un saisissement subit, avec impossibilité de prononcer une parole ». Un probable accident vasculaire cérébral, qui frappera également son frère Charles de Valois, est évoqué sans que l'on puisse dire si cette atteinte cérébrale est antérieure, contemporaine ou consécutive à la chute. Les chroniques du temps se partagent entre l'accident ou la maladie inexplicable. Transporté en bateau à Poissy, puis porté en litière à Fontainebleau, il y meurt quelques semaines plus tard, à 46 ans, dans la journée du 29 novembre 1314, après 29 années de règne,. Il est le premier roi de France qui naît et meurt au château de Fontainebleau.

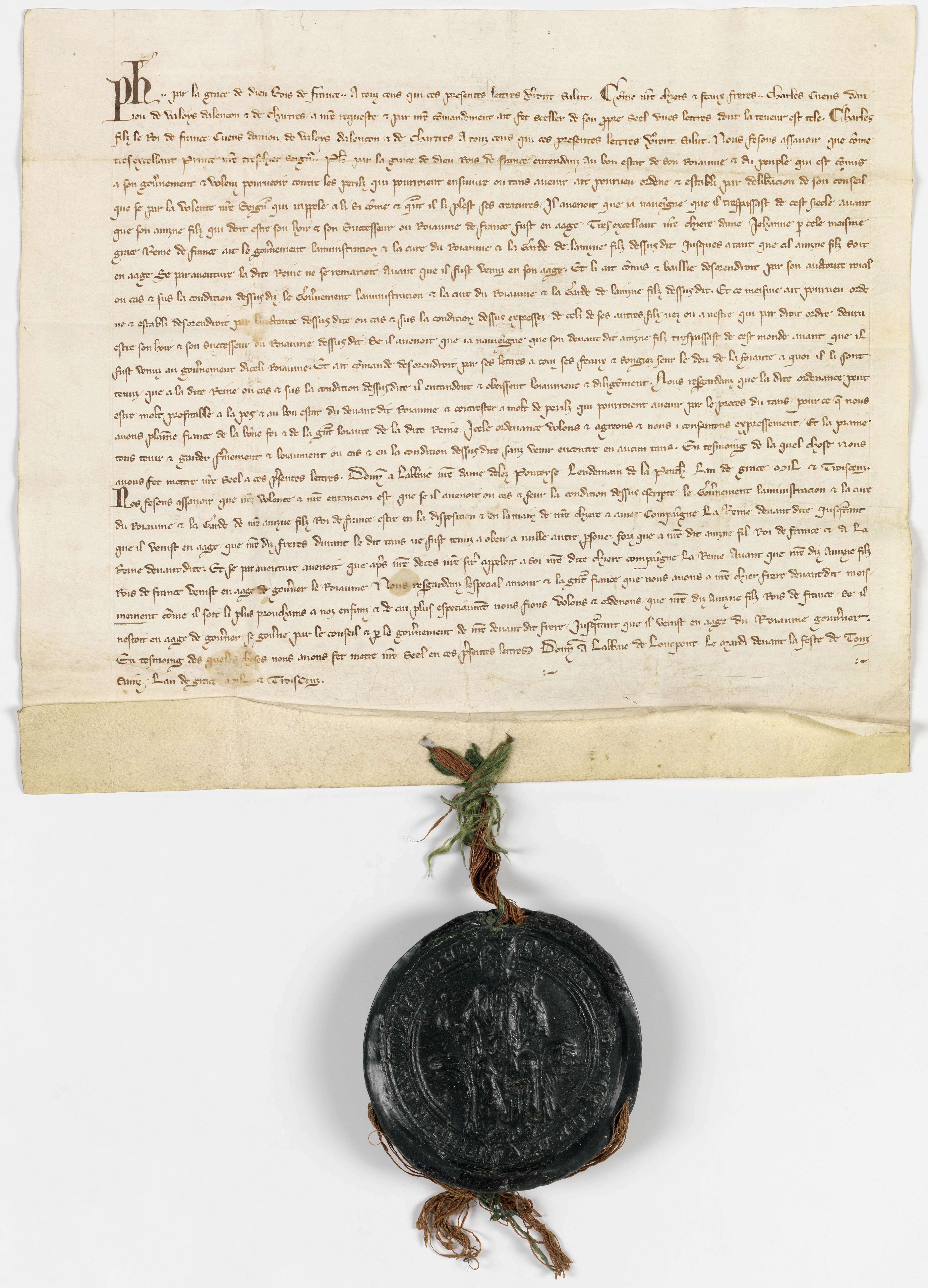
Charte de Philippe le Bel confiant, en cas de décès, la régence du Royaume et la tutelle de son fils aîné à la reine Jeanne ou à défaut à son frère Charles de Valois, 25 octobre 1300. Archives nationales J/401/5.

Son cœur et ses entrailles furent déposés séparément à l'église du prieuré de Poissy, le cœur dans une urne retrouvée le 28 juillet 1687 lors de travaux dans un des caveaux. Philippe reconnaissait ainsi l'importance du prieuré de cette ville, où il était déjà venu plusieurs fois. Il y avait par ailleurs fait bâtir, près de la collégiale, un couvent, ouvert en 1304, pour honorer son grand-père, Saint-Louis, qui y était né. Philippe offrit par la suite aux religieuses une relique (un bout de la mâchoire du saint), rattachant ainsi ce lieu à sa mémoire, et y fit enterrer son jeune fils Robert. L'endroit où est inhumé le cœur est surmonté d'un gisant, réalisé en 1327 et détruit sous la Révolution : il représentait Philippe sur une lame de marbre noir. Couronnée, la statue tenait le sceptre dans sa main droite et la main de justice dans sa main gauche, contrairement au gisant de Saint-Denis, où la main de justice n'apparaissait pas. Pour l'historien Alexandre Bande, cela sert à distinguer les deux sépultures : « [la main de justice] était alors assimilée à l'équité, forme la plus élevée de justice, et à la charité, une des valeurs essentielles du cœur du roi : les contemporains pouvaient ainsi déchiffrer aisément ces sépultures et leurs différences ».
Son corps sera inhumé dans la basilique de Saint-Denis. Sa sépulture, comme celles des autres princes et dignitaires reposant en ce lieu, sera profanée par les révolutionnaires en octobre 1793. Il s'agissait d'un gisant en marbre blanc, commandé par son fils Charles IV, également en 1327.
Philippe IV fut le premier roi de France à demander par testament une tripartition de son corps (dilaceratio corporis, « division du corps » en cœur, entrailles et ossements) avec des sépultures multiples. Cette pratique devint, à partir du XIIIe siècle, un privilège de la dynastie capétienne dans le royaume de France (majoritairement les rois, parfois les reines ou les proches, et ce malgré l'interdiction par une décrétale en 1299 du pape Boniface VIII, qui voyait cette pratique se répandre chez certains membres de la Curie romaine), qui permettait la multiplication des cérémonies (funérailles du corps, la plus importante, puis funérailles du cœur et funérailles des entrailles) et des lieux (avec un tombeau de corps, un tombeau de cœur et un tombeau d'entrailles, comme les gisants royaux à entrailles de l'abbaye de Maubuisson) où honorer le roi défunt.
Les Grandes Chroniques de France signalent que Pierre de Latilly, évêque de Châlons, fut emprisonné un moment en 1315, soupçonné d'avoir empoisonné le roi défunt.

## Mariage et descendance

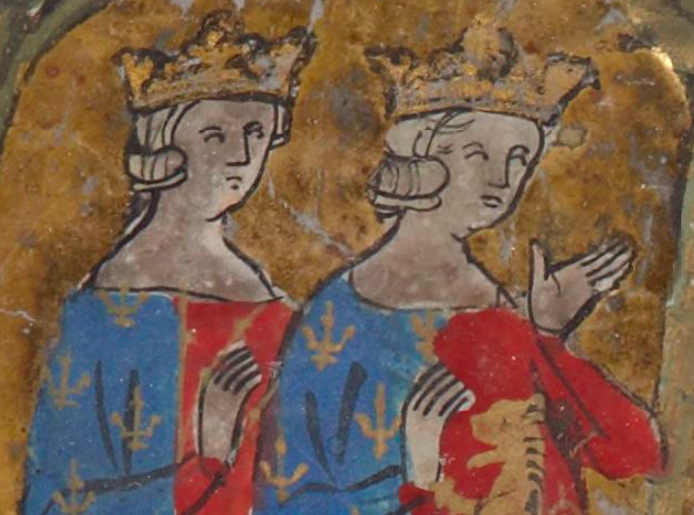
Jeanne de Navarre (à gauche) et Marie de Brabant (1285)

Le 14 août 1284, Philippe épouse à l'âge de 16 ans Jeanne Ire de Navarre (1273-1305), comtesse de Champagne et reine de Navarre qui en a 11. La princesse a succédé à son père au comté de Champagne et sur le trône de Navarre (règne de 1274 à 1305).
De cette union, qui confère au roi le titre de roi de Navarre (Philippe Ier, voir Liste des monarques de Navarre) jusqu'à la mort de la reine en 1305, naissent sept enfants :
- Louis X (1289-1316), roi de Navarre de 1305 à 1316 et de France de 1314 à 1316, et postérité ;
- Marguerite de France (1290-1294) (promise en 1294 à Ferdinand IV de Castille), sans postérité ;
- Blanche de France (1291-peu après 1294), sans postérité ;
- Philippe V le Long (1293-1322), roi de France de 1316 à 1322, et postérité ;
- Charles IV le Bel (1294-1328), roi de France de 1322 à 1328, et postérité ;
- Isabelle (1295-1358), reine consort d'Angleterre en 1308 par son mariage avec Édouard II (1284-1327), et postérité dont notamment Édouard III (1312-1377) ;
- Robert de France (1296-1308), sans postérité.

Bien que veuf encore jeune (37 ans), Philippe IV ne se remarie pas et restera fidèle au souvenir de son épouse décédée.

## Postérité

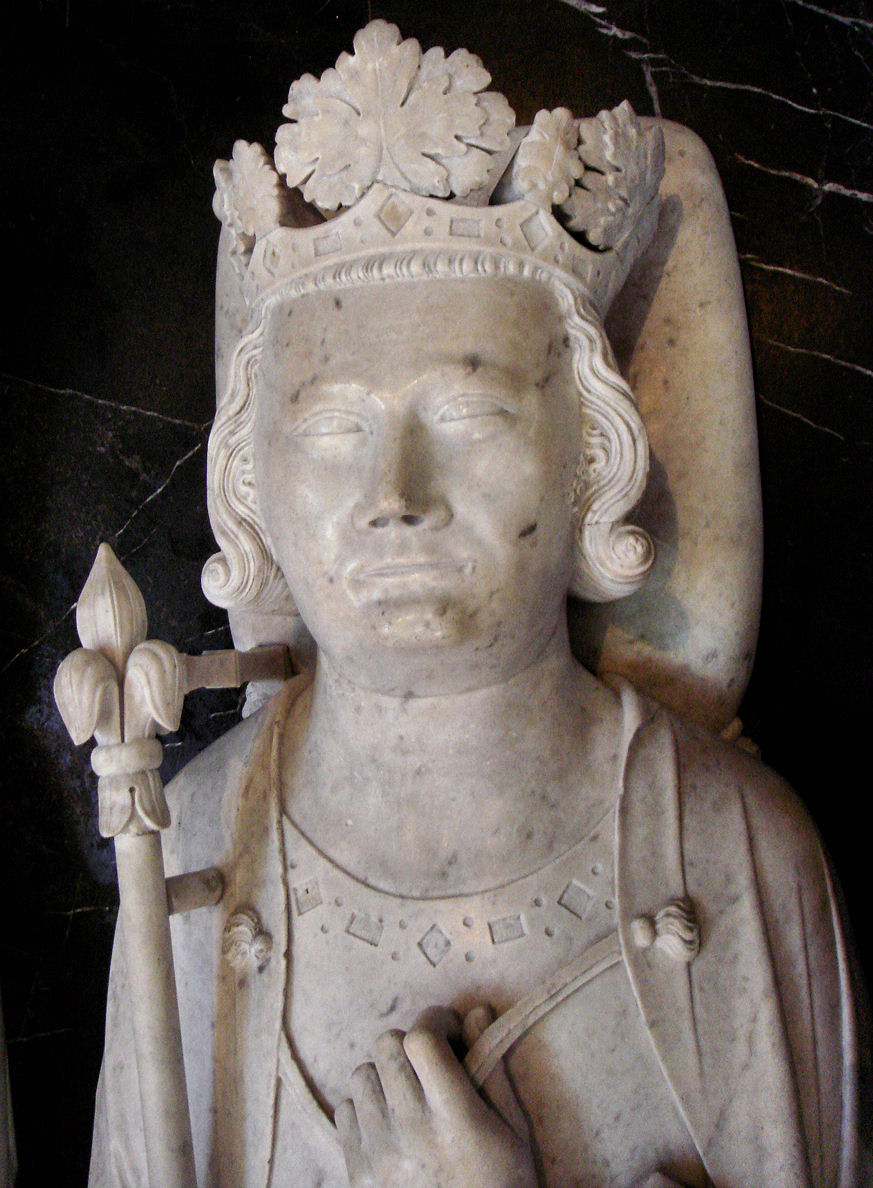
Gisant de Philippe le Bel (Basilique Saint-Denis).

La nature même du pouvoir de ce grand souverain reste une énigme : fut-il le jouet de ses ministres ou le premier « roi absolu » ? La plupart des analyses tendent vers la seconde proposition, au vu de sa politique au long terme qui témoigne d'une volonté unique et cohérente (alors qu'il changea souvent de conseillers), et de son caractère intransigeant.
Grâce à l'aide de juristes, il transforme véritablement un État encore féodal en une monarchie moderne où la volonté du roi s'impose à tous, et un impôt est prélevé sur tout le royaume de France.
Il agrandit également le territoire du domaine royal, notamment avec l'annexion de la Champagne, de Lille après la guerre de Flandre et celle de Lyon.
Ses contemporains le jugent comme étant d'une rare beauté, et son physique tout entier « semblait une vivante image de la grandeur et de la majesté des rois de France » (d'après une chronique médiévale)Interprétation abusive ?.